# Георгий Шонин
Георгий Степанович Шонин е бивш съветски космонавт, летял със Союз 6, Герой на Съветския съюз (22 октомври 1969 г.). Генерал-лейтенант от авиацията (1985).

## Биография
Роден е на 3 август 1935 г. в гр. Ровенки, Луганска област, Украйна. Завършва Ейското военновъздушно училище през 1957 г., Военновъздушната академия „Н. Жуковски“ (1968), Висш академически курс при Военната академия на Генералния щаб на въоръжените сили на СССР „К. Ворошилов“ (1988). Кандидат на техническите науки от 1978 г.
През 1957 – 1960 г. служи като летец във ВВС на СССР.
От 1960 г. става част от първия отряд на космонавтите.

## Космически полет
От 11 – 16 октомври 1969 г. участва в единствения си космически полет като командир на космическия кораб Союз 6. Бординженер е Валерий Кубасов. Продължителността на полета е 4 денонощия 22 часа 42 минути 47 секунди. Полетът протича съвместно със Союз 7 и Союз 8. По време на полета за първи път в света са проведени опити по заваряване на метали в космоса.

## След полета
През 1970 – 1979 г. е началник-отдел военна програма „Алмаз“ и началник тренировъчна база в Центъра за подготовка на космонавт „Ю. Гагарин“. През 1979 г. излиза от отряда на космонавтите и се връща във ВВС като заема различни ръководни длъжности до 1990 г., когато излиза в запаса.
Шонин умира от сърдечен удар през 1997 г.